# Come Back to Me (Janet Jackson)
Come Back to Me is de vijfde single afkomstig van Janet Jacksons vierde studioalbum, Janet Jackson's Rhythm Nation 1814. Het album kwam uit in 1989, de single liet echter tot 1990 op zich wachten.

## Informatie
Het lied werd door Jackson, Jimmy Jam & Terry Lewis geschreven en de productie werd door Jam en Lewis onder handen genomen. Een remix van het lied kan worden gevonden op de eerste compilatie van de zangeres: "Design of a Decade 1986/1996" uit 1995.
Aan de B-kant van de single 'Skin Game, pt.1'. Het tweede deel van deze B-kant, 'Skin Game, pt.2' is een instrumentale versie van het eerste deel en is in geselecteerde uitgaven bij de single gevoegd. De Spaanse versie van de A-kant: "Vuelve a Mi", kan ook op geselecteerde uitgaven gevonden worden. In het VK werd de Spaanse versie als dubbele A-kant uitgebracht samen met 'Alright'.
In 2008 gebruikte zanger/producent Ne-Yo een sample van het lied voor 'Bust It Baby, pt.2' voor een zanger Plies. Op een remix, die op het internet uitgelekt was, genaamd 'Bust It Baby, pt.3' is Jackson zelf te horen.
Jackson voerde het nummer op tijdens de tournees Rhythm Nation World Tour, janet. World Tour, All for You World Tour en de Rock Witchu Tour. Bij The Velvet Rope World Tour (1998-1999) sloeg Jackson dit nummer over.
Broer Michael Jackson gebruikte een instrumentale versie van het nummer als een onderbreking tussen twee liedjes. Dit is te horen op zijn dvd Live in Bucharest: The Dangerous Tour.

## Hitlijsten
Het lied kwam vlak achter Mariah Careys "Vision of Love" op nummer 2 te staan en werd daarmee een top 5-single. Het werd tevens Jacksons eerste en tot nu toe enige nummer 1-hit op de Adult Contemporary Chart. Internationaal werd het gemiddeld tot slecht ontvangen in de hitlijsten met nummer 20 in het VK als hoogste positie (internationaal).

## Muziekvideo
Geregisseerd door Dominic Sena in Parijs, waarin Jackson moeite heeft aan een oude liefde die haar verlaten heeft. Ze herinnert zich de mooie momenten die ze had met die oude liefde. De man die dit speelde was René Elizondo, Jr., met wie ze een jaar later zou trouwen. In de video zijn verschillende Parijse bouwwerken te zien: Pont de Bir-Hakeim, de Eiffeltoren, de Grand Palais, de Gare d'Austerlitz, de Champ-de-Mars, en vanuit verschillende hoeken gefilmde Montmartre. Op de videocompilatie Design of a Decade 1986/1996 is de video ook te zien.

## Tracklists en formats
Britse dubbele 12"-promo-single (USAT 681)
1. "Alright" (12" House Mix) – 7:07
2. "Alright" (Hip House Dub) – 6:40
3. "Alright" (Acappella) – 3:26
4. "Alright" (12" R&B Mix) – 7:17
5. "Alright" (House Dub) – 5:58
6. "Alright" (7" House Mix With Rap) – 5:35
7. "Alright" (7" House Mix) – 4:21
8. "Alright" (R&B Mix) – 4:34
9. I'm Beggin' You Mix – 5:33
10. The Abandoned Heart Mix – 5:19
11. LP Instrumental – 5:15

Britse 12"-single (USAF681) Janet Jackson Come Back To Me - Remixes UK 12" RECORD/MAXI SINGLE
1. The Abandoned Heart Mix – 5:19
2. "Alright" (12" R&B Mix) – 7:17
3. "Alright" (House Dub) – 5:58

Britse cd-single  (USACD681) Janet Jackson Come Back To Me UK 5" CD SINGLE (40581)
1. 7" I'm Beggin' You Mix – 4:46
2. "Alright" (7" R&B Mix) – 4:34
3. "Alright" (7" House Mix With Rap) – 5:35

12"-single, VS (SP-12345)
1. 7" I'm Beggin' You Mix – 4:46
2. I'm Beggin' You Mix – 5:33
3. LP Instrumental – 5:15
4. "The Skin Game, Part I" – 6:43
5. "The Skin Game, Part II" – 6:37

Japanse 3"-cdsingle (PCDY-10015)
1. 7" I'm Beggin' You Mix – 4:46
2. "Vuelve a Mi" – 5:15

Japanse cd-maxisingle (PCCY-10131)
1. 7" I'm Beggin' You Mix – 4:46
2. I'm Beggin' You Mix – 5:33
3. "Vuelve a Mi" – 5:15
4. The Abandoned Heart Mix – 5:19
5. LP Version – 5:35
6. LP Instrumental – 5:15
7. "Vuelve a Mi" (Spanish) – 5:21
8. "The Skin Game, Part I" – 6:43
9. "The Skin Game, Part II" – 6:37